# Dušan Perniš
Dušan Perniš (Nyitra, 1984. november 28. –) szlovák válogatott labdarúgókapus, jelenleg az Iraklísz játékosa.
A szlovák válogatott tagjaként részt vett a 2010-es világbajnokságon.

## Sikerei, díjai
Dundee United
- Skót kupa (1): 2009–10